# Crystallotesta leptospermi
Crystallotesta leptospermi är en insektsart som först beskrevs av William Miles Maskell 1882.  Crystallotesta leptospermi ingår i släktet Crystallotesta och familjen skålsköldlöss. Inga underarter finns listade i Catalogue of Life.